# 斑蟹
斑蟹（学名：Zebrida adamsii）为斑蟹属的螃蟹物种。舊屬菱蟹科，今屬毛刺蟹科。
本物種有其獨特的條狀花紋，於印度洋-太平洋海域與海膽共同生活。這些垂直的條狀花紋成為了斑蟹的
保護色。其腿有特殊的演化，以使之能夠依附於其宿主身上的刺。

## 分佈
本物種棲息於印度洋及西太平洋的熱帶淺水海域。其模式產地位於婆罗洲Pantai River河口水深約35英尺（11米）的海域。
本物種見於日本、加里曼丹、澳大利亚、暹罗湾、斯里兰卡、印度，包括南中國海等海域，生活环境为海水，主要生活于沿岸浅水中。

## 外部連結
- 維基物種上的相關：斑蟹
- Sealife Collection網站提供的斑蟹的圖片